# Crèvecœur-sur-l'Escaut
Pour les articles homonymes, voir Crèvecœur.
Crèvecœur-sur-l'Escaut est une commune française située dans le département du Nord (59), en région Hauts-de-France.

## Géographie
Crèvecœur est située dans la vallée de l'Escaut, à 8,1 km au sud de Cambrai.

### Communes limitrophes

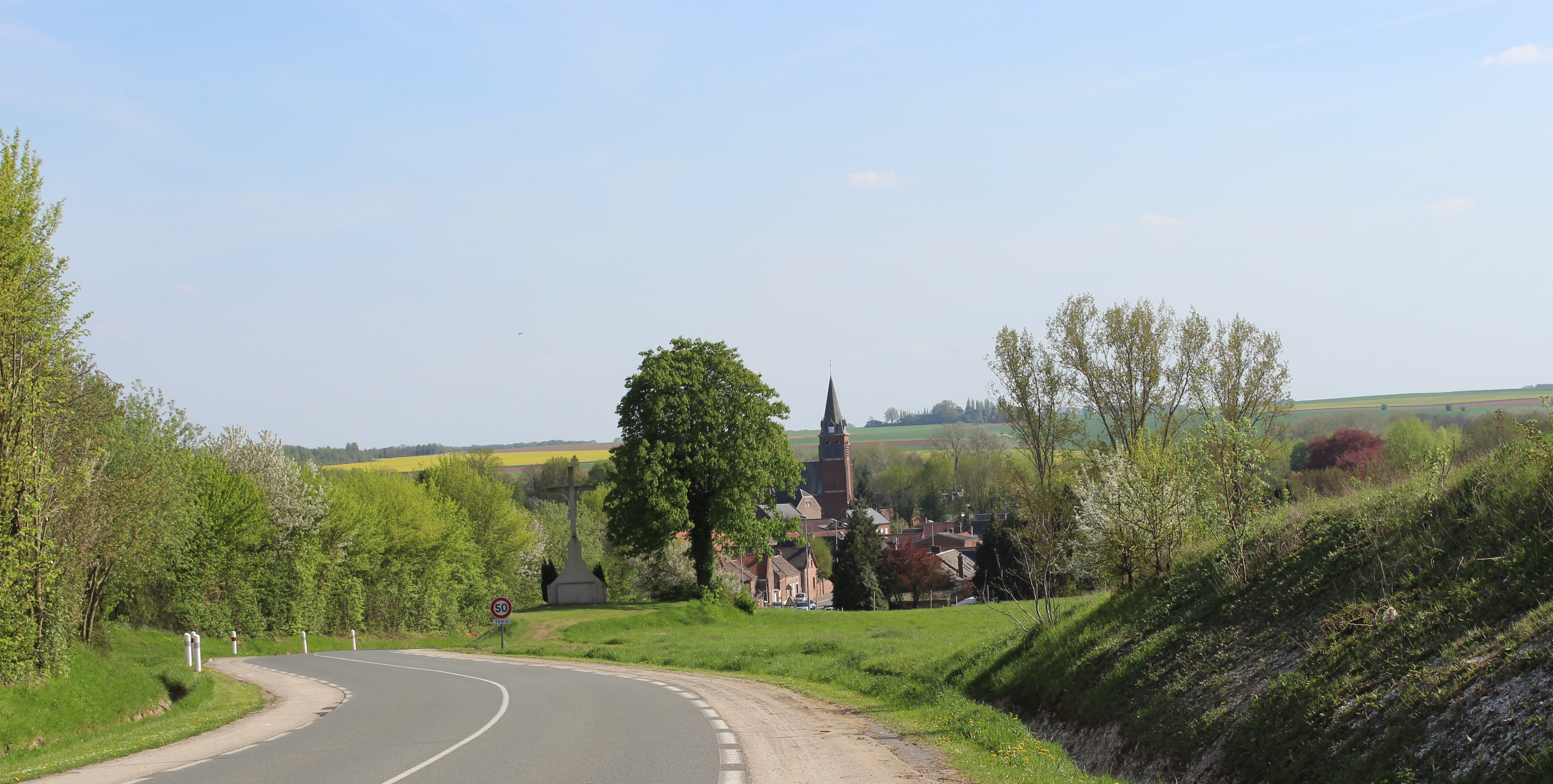
Vue panoramique du village.

| Rumilly-en-Cambrésis            | Niergnies                            | Séranvillers-Forenville              |
| Masnières Les Rues-des-Vignes   | Crèvecœur-sur-l'Escaut               | Lesdain                              |
| Bantouzelle Les Rues-des-Vignes | Aubencheul-aux-Bois Villers-Outréaux | Esnes Walincourt-Selvigny Malincourt |

### Hydrographie

#### Réseau hydrographique
La commune est située dans le bassin Artois-Picardie. Elle est drainée par la rivière Escaut, le Torrent d'Esnes, le canal de St-Quentin vers l'Escaut canalisée, la Saint-Liévain, le Riot Chantrain et le ruisseau Borniavial,,.
La Rivière Escaut, d'une longueur de 30 km, prend sa source dans la commune de Honnecourt-sur-Escaut et se jette  dans l'Escaut canalisée à Neuville-Saint-Rémy, après avoir traversé 13 communes. 
Le Torrent d'Esnes, d'une longueur de 19 km, prend sa source dans la commune de Bertry et se jette  dans la rivière Escaut sur la commune, après avoir traversé neuf communes. 
Le canal de Saint-Quentin, long de 92,5 km, assure la jonction entre l'Oise, la Somme et l'Escaut et met en relation le Bassin parisien, le Nord de la France et la Belgique. 

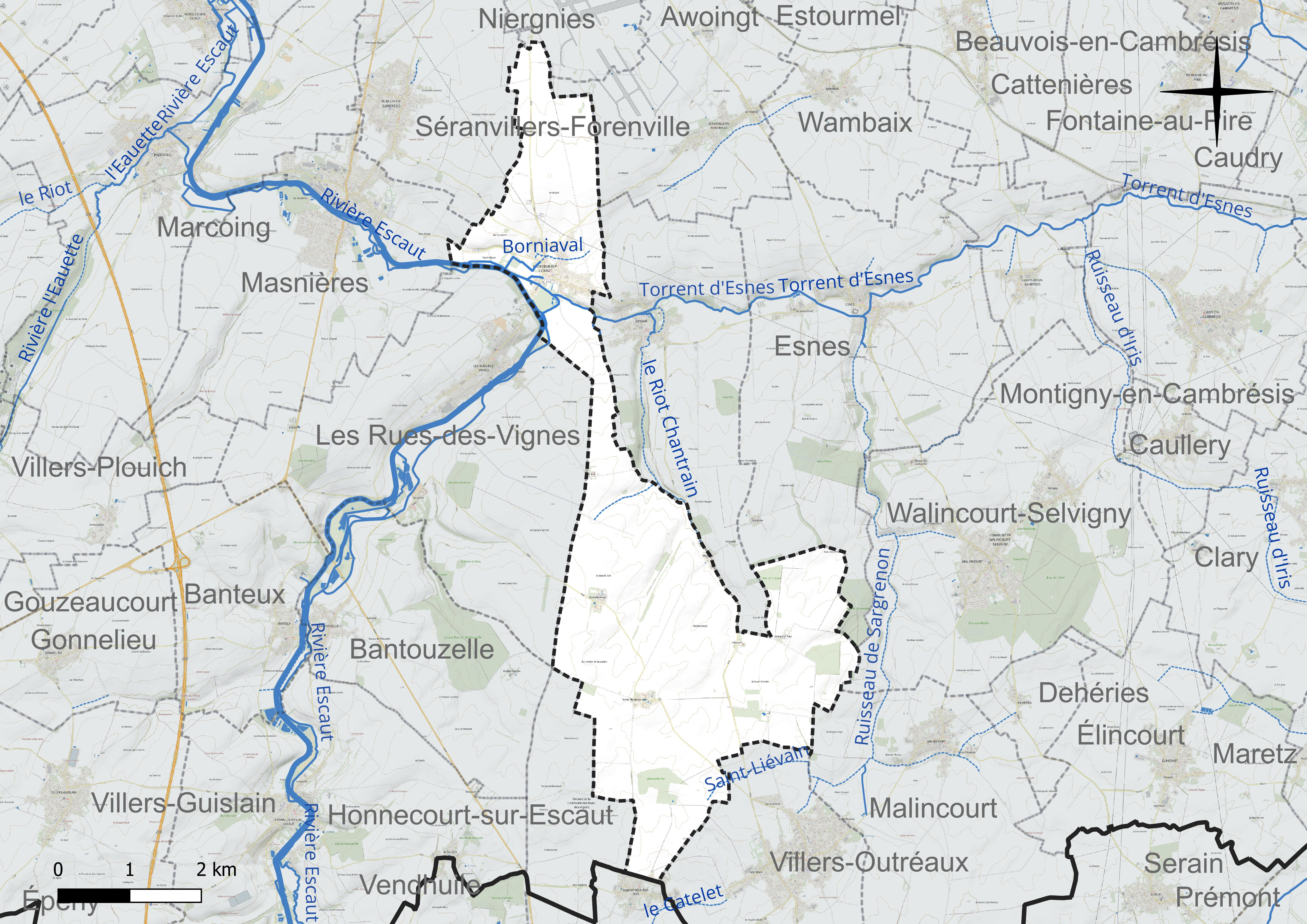
Réseau hydrographique de Crèvecœur-sur-l'Escaut.

#### Gestion et qualité des eaux
Le territoire communal est couvert par le schéma d'aménagement et de gestion des eaux (SAGE) « Escaut ». Ce document de planification concerne un territoire de 2 005 km2 de superficie, délimité par le bassin versant de l'Escaut. Le périmètre a été arrêté le 9 juin 2006 et le SAGE proprement dit a été approuvé le 13 juillet 2021. La structure porteuse de l'élaboration et de la mise en œuvre est le syndicat mixte Escaut et Affluents (SyMEA). 
La qualité des cours d'eau peut être consultée sur un site dédié géré par les agences de l'eau et l'Agence française pour la biodiversité. 

### Climat
Pour des articles plus généraux, voir Climat des Hauts-de-France et Climat du Nord.
En 2010, le climat de la commune est de type climat océanique dégradé des plaines du Centre et du Nord, selon une étude du CNRS s'appuyant sur une série de données couvrant la période 1971-2000. En 2020, Météo-France publie une typologie des climats de la France métropolitaine dans laquelle la commune est exposée à un climat océanique et est dans la région climatique  Nord-est du bassin Parisien, caractérisée par un ensoleillement médiocre, une pluviométrie moyenne régulièrement répartie au cours de l'année et un hiver froid (3 °C). 
Pour la période 1971-2000, la température annuelle moyenne est de 10,3 °C, avec une amplitude thermique annuelle de 14,6 °C. Le cumul annuel moyen de précipitations est de 696 mm, avec 11,7 jours de précipitations en janvier et 9,3 jours en juillet. Pour la période 1991-2020, la température moyenne annuelle observée sur la station météorologique la plus proche, située sur la commune d'Épehy à 14 km à vol d'oiseau, est de 10,6 °C et le cumul annuel moyen de précipitations est de 752,8 mm,. Pour l'avenir, les paramètres climatiques de la commune estimés pour 2050 selon différents scénarios d'émission de gaz à effet de serre sont consultables sur un site dédié publié par Météo-France en novembre 2022.

## Urbanisme

### Typologie
Au 1er janvier 2024, Crèvecœur-sur-l'Escaut est catégorisée bourg rural, selon la nouvelle grille communale de densité à sept niveaux définie par l'Insee en 2022.
Elle est située hors unité urbaine. Par ailleurs la commune fait partie de l'aire d'attraction de Cambrai, dont elle est une commune de la couronne,. Cette aire, qui regroupe 64 communes, est catégorisée dans les aires de 50 000 à moins de 200 000 habitants,.

### Occupation des sols
L'occupation des sols de la commune, telle qu'elle ressort de la base de données européenne d'occupation biophysique des sols Corine Land Cover (CLC), est marquée par l'importance des territoires agricoles (94,8 % en 2018), une proportion sensiblement équivalente à celle de 1990 (95 %). La répartition détaillée en 2018 est la suivante : 
terres arables (93,1 %), zones urbanisées (2,6 %), forêts (2,5 %), prairies (1,8 %), zones industrielles ou commerciales et réseaux de communication (0,1 %). L'évolution de l'occupation des sols de la commune et de ses infrastructures peut être observée sur les différentes représentations cartographiques du territoire : la carte de Cassini (XVIIIe siècle), la carte d'état-major (1820-1866) et les cartes ou photos aériennes de l'IGN pour la période actuelle (1950 à aujourd'hui).

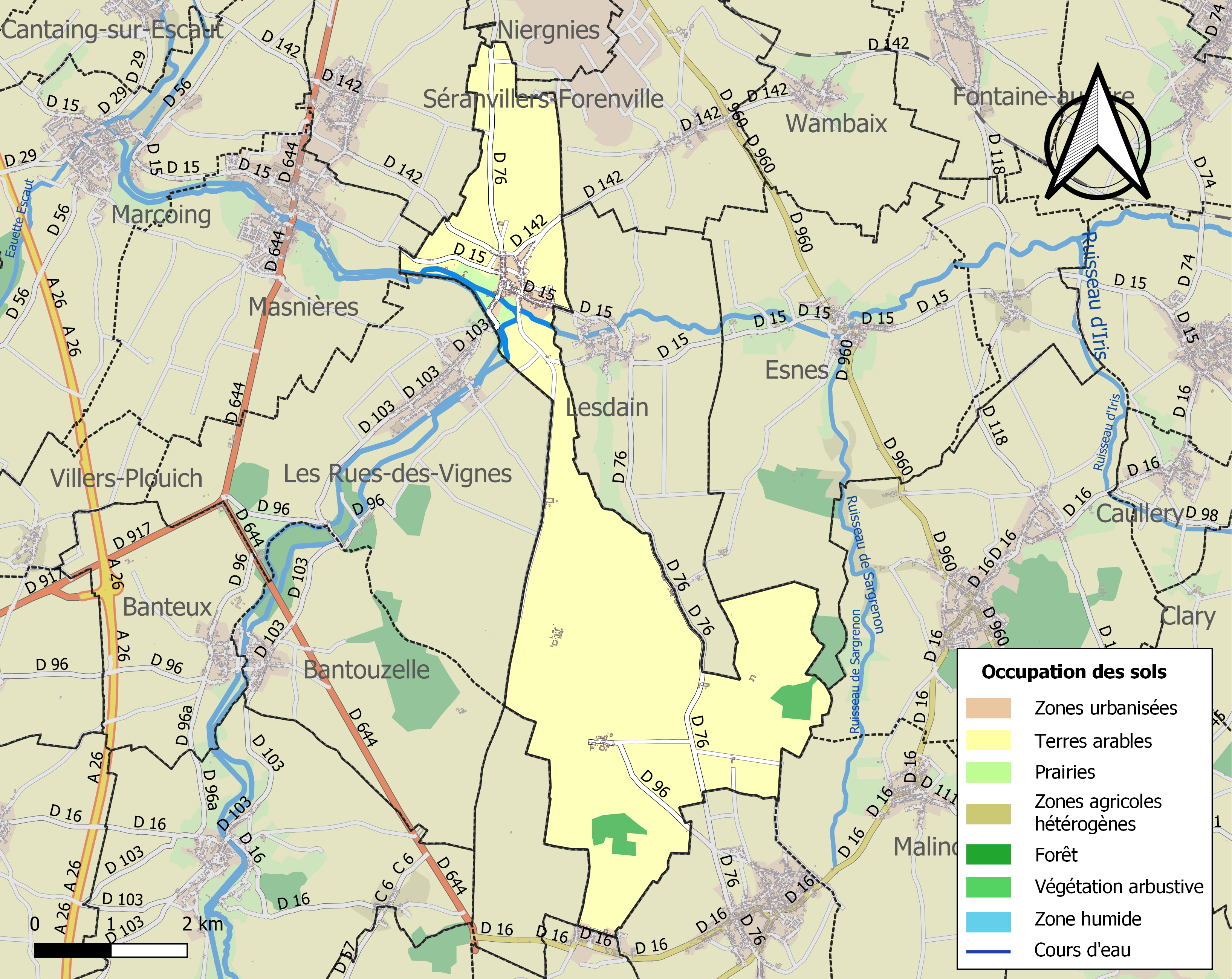
Carte des infrastructures et de l'occupation des sols de la commune en 2018 (CLC).

### Voies de communication et transports
La commune est desservie par le réseau de transports urbains de la Communauté d'agglomération de Cambrai appelé TUC (Transports Urbains du Cambrésis), par la ligne 13,. La ligne S110 permet de rejoindre le collège de secteur à Masnières.

## Toponymie
Le village est mentionné au long des XIe au XIVe siècles sous les noms Crepicordio ou Crepicordium, Crievecuer, Crevechortis, Kierivecourt, Crievecoert, Creffecourt. Diverses hypothèses ont été avancées sans preuves pour expliquer le nom : en 717 lors de la bataille de Vinchy Chilpéric II et le maire du palais Rainfroi y furent battus par Charles Martel, et c'est à cette grande douleur ou « crève-cœur » pour les vaincus que le lieu devrait son nom, à moins qu'il ne s'agisse d'une défaite subie par Jules César contre les Belges alors qu'il tentait de traverser l'Escaut.
Selon Mannier il pourrait s'agit aussi du nom ou du sobriquet d'un homme, affligé d'une grande douleur ou ayant percé le cœur de son ennemi, ou bien encore d'une mauvaise ferme, tombant en ruine, crepata cortis. « crève cœur » désignait en ancien français une « grande douleur mêlée de dépit » d'où le sens de « sol pauvre, terre ingrate », généralement caillouteux, dur , difficile à travailler et peu rentable.
Le village a reçu son nom actuel en 1895.

## Histoire[24]
Crèvecœur est une baronnie du Cambrésis associée à la châtellenie de Cambrai. Avec Oisy-le-Verger, elle passe aux Montmirail puis aux Coucy. Enguerrand III et sa femme Marie vendent au comte de Flandre Guy de Dampierre, qui transmet à son fils cadet Guillaume Ier de Termonde et Richebourg, puis à son petit-fils Jean. La veuve de ce dernier, Béatrice de Châtillon-St-Pol, fille de Jacques, vend Crèvecœur et la châtellenie de Cambrai au roi Philippe VI en 1340 (alors qu'il s'agit de terres d'Empire !). Les rois Valois en héritent, mais Charles VII doit les céder à son cousin le duc de Bourgogne en 1435 (traité d'Arras), qui les donne à son Grand Bâtard Antoine seigneur de Beveren. Louis XI les récupère à la mort du Téméraire, mais Charles Quint, suzerain des Pays-Bas, les restitue aux Beveren (de Beures). Le traité du Cateau (1559) les rend à la Couronne de France : François II puis Henri III, qui vend en 1577 à son mignon François d'Espinay-Saint-Luc ; puis cession en 1613 à Jean d'Anneux d'Abancourt, † 1629,  mari de Charlotte de Warigny-le-Petit et -le-Grand, fils de Jacques d'Anneux et d'Antoinette de Bourgogne-Beveren arrière-petite-fille du Grand Bâtard Antoine (< amiral Philippe < amiral Adolphe < Antoinette sœur de Maximilien)...
En 1930 Crèvecœur-sur-l'Escaut cède 1 785 hectares pour la création de la commune des Rues-des-Vignes.
Une rue porte le nom du pont de papier, lieu évoquant les combats pour la prise d'Hanoi où succombèrent le commandant Rivière en 1883 et Francis Garnier en 1873 lors d'une précédente tentative

## Héraldique
|  | Les armes de Crèvecœur-sur-l'Escaut se blasonnent ainsi :"D'or à trois croissants de gueules." |

## Politique et administration
Maire en 1802-1803 : Dominique Senez.

Maire en 1807-1808 : Dollez'.
| Période                                  | Période   | Identité          | Étiquette | Qualité     |
| ---------------------------------------- | --------- | ----------------- | --------- | ----------- |
| mars 2001                                | mars 2008 | Michel Bellenguez |           |             |
| mars 2008                                | En cours  | Gilbert Drain     | DVD       | Agriculteur |
| Les données manquantes sont à compléter. |           |                   |           |             |

## Population et société

### Démographie

#### Évolution démographique
L'évolution du nombre d'habitants est connue à travers les recensements de la population effectués dans la commune depuis 1793. Pour les communes de moins de 10 000 habitants, une enquête de recensement portant sur toute la population est réalisée tous les cinq ans, les populations de référence des années intermédiaires étant quant à elles estimées par interpolation ou extrapolation. Pour la commune, le premier recensement exhaustif entrant dans le cadre du nouveau dispositif a été réalisé en 2006.

En 2022, la commune comptait 717 habitants, en évolution de −3,11 % par rapport à 2016 (Nord : +0,51 %, France hors Mayotte : +2,11 %).
| 1793  | 1800  | 1806  | 1821  | 1831  | 1836  | 1841  | 1846  | 1851  |
| ----- | ----- | ----- | ----- | ----- | ----- | ----- | ----- | ----- |
| 1 500 | 1 251 | 1 533 | 1 811 | 2 001 | 1 946 | 2 022 | 2 192 | 2 195 |

| 1856  | 1861  | 1866  | 1872  | 1876  | 1881  | 1886  | 1891  | 1896  |
| ----- | ----- | ----- | ----- | ----- | ----- | ----- | ----- | ----- |
| 2 305 | 2 328 | 2 489 | 2 378 | 2 393 | 2 569 | 2 408 | 2 347 | 2 335 |

| 1901  | 1906  | 1911  | 1921  | 1926  | 1931 | 1936 | 1946 | 1954 |
| ----- | ----- | ----- | ----- | ----- | ---- | ---- | ---- | ---- |
| 2 176 | 2 129 | 1 920 | 1 428 | 1 590 | 775  | 727  | 644  | 593  |

| 1962 | 1968 | 1975 | 1982 | 1990 | 1999 | 2006 | 2011 | 2016 |
| ---- | ---- | ---- | ---- | ---- | ---- | ---- | ---- | ---- |
| 623  | 638  | 626  | 647  | 644  | 643  | 660  | 673  | 740  |

| 2021 | 2022 | - | - | - | - | - | - | - |
| ---- | ---- | - | - | - | - | - | - | - |
| 729  | 717  | - | - | - | - | - | - | - |

#### Pyramide des âges
La population de la commune est relativement jeune.
En 2018, le taux de personnes d'un âge inférieur à 30 ans s'élève à 37,8 %, soit en dessous de la moyenne départementale (39,5 %). À l'inverse, le taux de personnes d'âge supérieur à 60 ans est de 22,4 % la même année, alors qu'il est de 22,5 % au niveau départemental.
En 2018, la commune comptait 382 hommes pour 368 femmes, soit un taux de 50,93 % d'hommes, largement supérieur au taux départemental (48,23 %).
Les pyramides des âges de la commune et du département s'établissent comme suit.
| Hommes | Classe d’âge | Femmes |
| ------ | ------------ | ------ |
| 0,0    | 90 ou +      | 1,6    |
| 7,4    | 75-89 ans    | 6,0    |
| 13,2   | 60-74 ans    | 16,7   |
| 20,7   | 45-59 ans    | 20,9   |
| 17,8   | 30-44 ans    | 20,2   |
| 18,9   | 15-29 ans    | 14,6   |
| 22,1   | 0-14 ans     | 19,9   |

| Hommes | Classe d’âge | Femmes |
| ------ | ------------ | ------ |
| 0,5    | 90 ou +      | 1,4    |
| 5,3    | 75-89 ans    | 8,1    |
| 14,8   | 60-74 ans    | 16,2   |
| 19,1   | 45-59 ans    | 18,4   |
| 19,5   | 30-44 ans    | 18,7   |
| 20,7   | 15-29 ans    | 19,1   |
| 20,2   | 0-14 ans     | 18     |

## Économie

### Revenus de la population et fiscalité
En 2010, le revenu fiscal médian par ménage était de 33 086 €, ce qui plaçait Crèvecœur-sur-l'Escaut au 9 058e rang parmi les 31 525 communes de plus de 50 ménages en métropole.

## Lieux et monuments

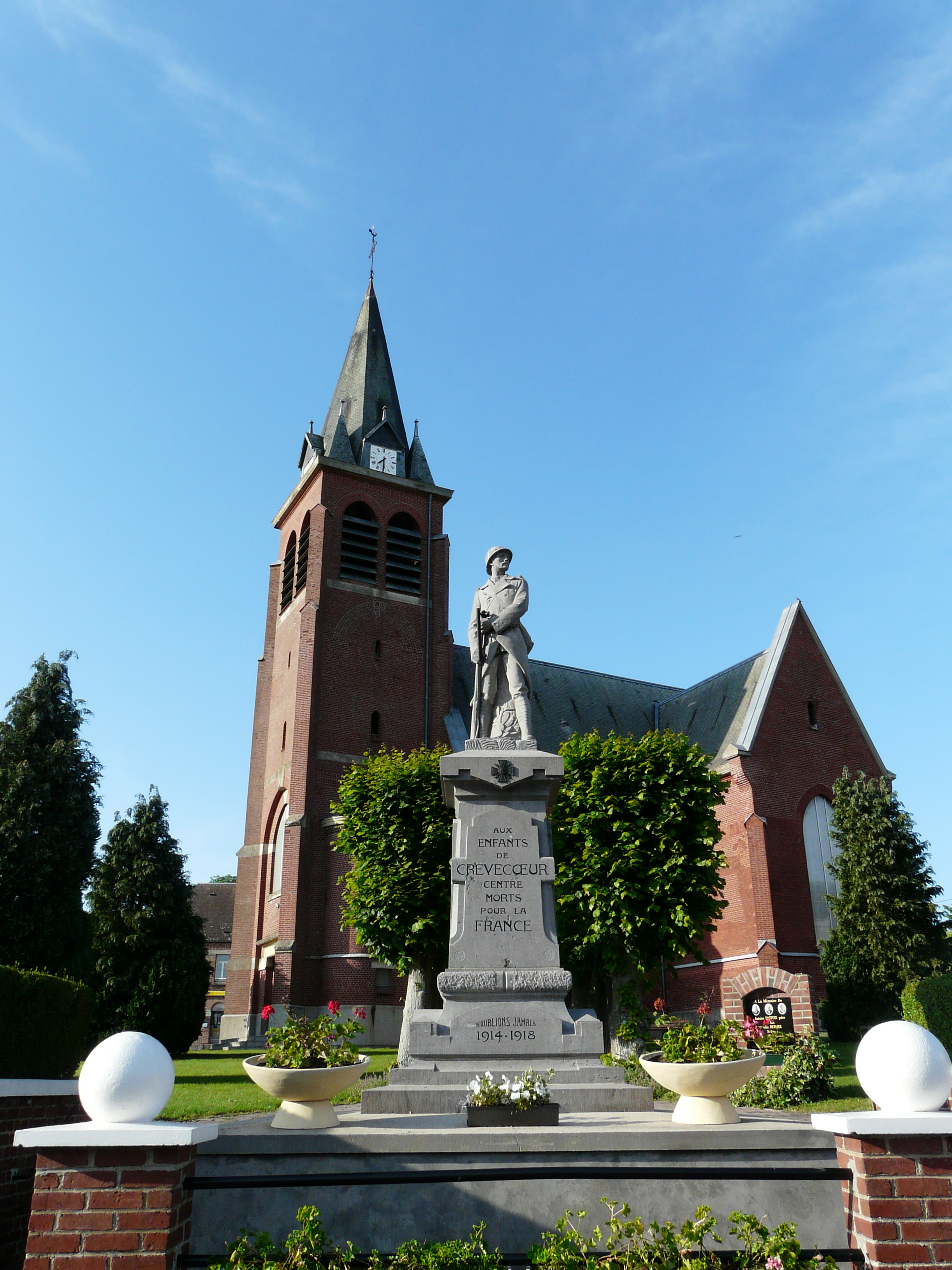
L'église et le monument aux morts
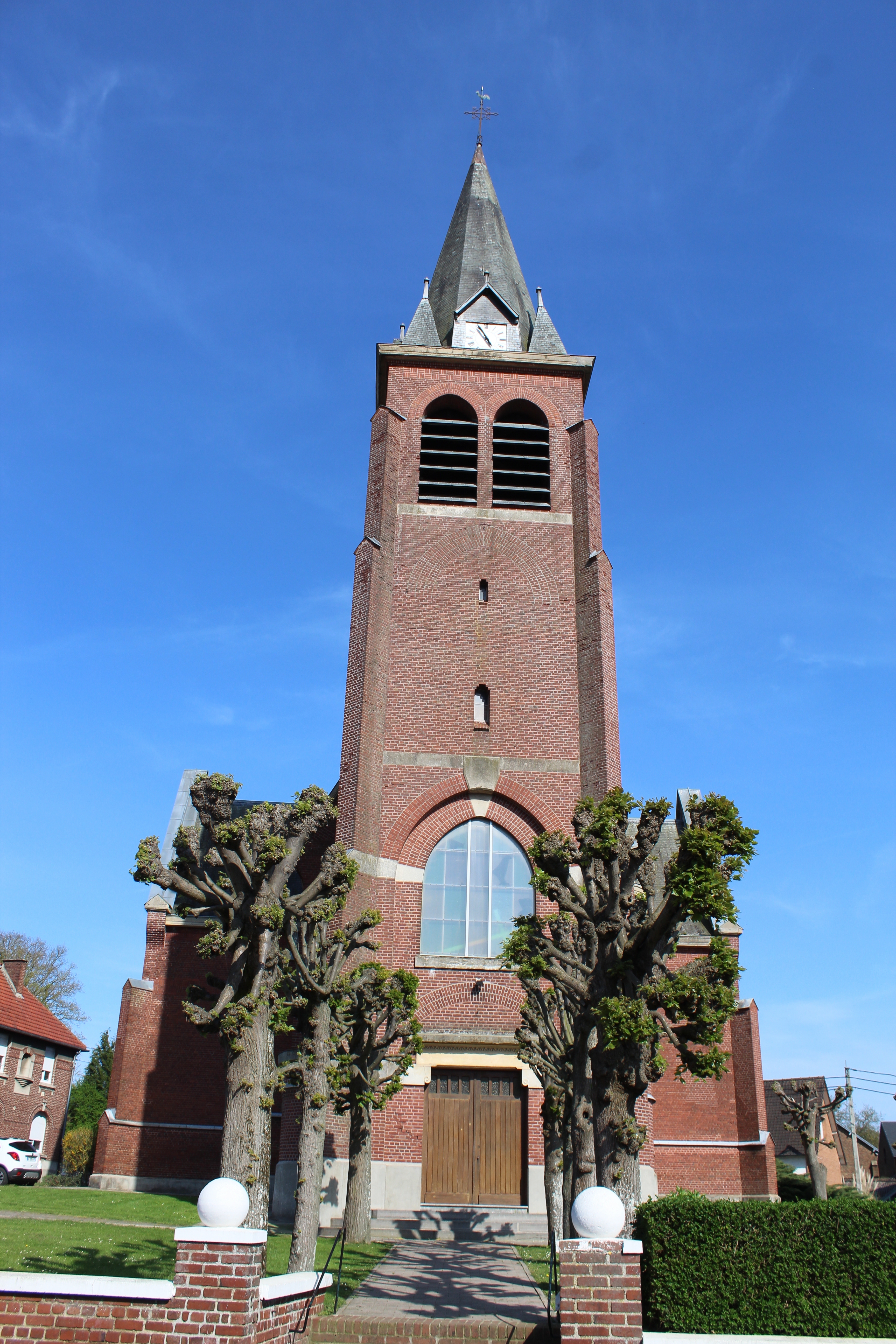
L'église.
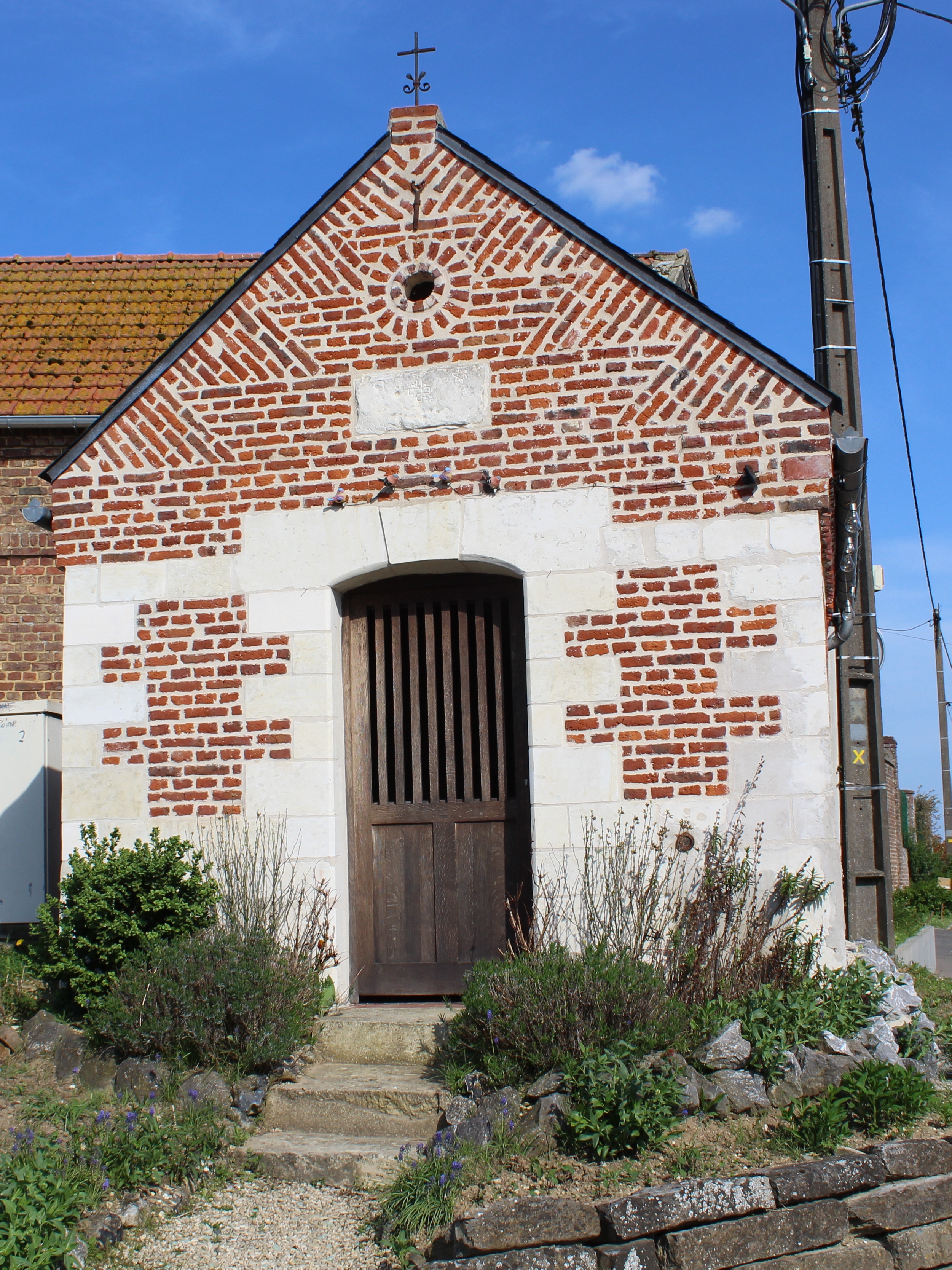
La chapelle Sainte-Thérèse.

- Les écluses du canal de Saint-Quentin.
- Bois-des-Angles British Cemetery

## Personnalités liées à la commune
- Alfred Le Roy, né en 1875 à Crèvecœur-sur-l'Escaut, député du Nord de 1906 à 1919.

## Pour approfondir